# Ясеновое (Сумская область)
Ясеновое (укр. Ясенове) — село в Чернетчинской сельской общине Ахтырского района Сумской области Украины.
Код КОАТУУ — 5920389207. Население по переписи 2001 года составляет 360 человек.

## Географическое положение
Село Ясеновое находится у истоков реки Грунь,
ниже по течению на расстоянии в 2 км расположено село Гнилица.
На реке несколько запруд.
Рядом проходит автомобильная дорога Т-1705.

## История
- Ясеновое известно как поселение уже в 1647 году. Оно лежало на западном приграничьи, где проходила бывшая литовская граница.